# Pristinella osborni
Pristinella osborni är en ringmaskart som först beskrevs av Walton 1906.  Pristinella osborni ingår i släktet Pristinella och familjen glattmaskar. Inga underarter finns listade i Catalogue of Life.